# Langue VOS
| Ordre                                                     | Résultat en français | Proportion            | Exemples              |
| --------------------------------------------------------- | -------------------- | --------------------- | --------------------- |
| SOV                                                       | il la pomme mange    | 45 %                  | Japonais, latin, turc |
| SVO                                                       | il mange la pomme    | 42 %                  | Français, mandarin    |
| VSO                                                       | mange il la pomme    | 9 %                   | Irlandais, arabe      |
| VOS                                                       | mange la pomme il    | 3 %                   | Malgache, baure       |
| OVS                                                       | la pomme mange il    | 1 %                   | Apalai, hixkaryana    |
| OSV                                                       | la pomme il mange    | {\displaystyle <} 1 % | Warao, vieux norrois  |
| Proportions calculées sur 402 langues par Tomlin (1986),. |                      |                       |                       |

Une langue VOS est, en typologie syntaxique, une langue dont les phrases suivent généralement un ordre verbe-objet-sujet.

## Fréquence
Cet ordre est le quatrième plus fréquent et représente environ 3 % des langues.

## Utilisation majeure
Langues austronésiennes : le malgache, le fidjien et le shibushi.
Langues amérindiennes : le baure et le maya yucatèque.
Pour une liste complète, voir la catégorie: Langue VOS.
Si le pronom est considéré comme un préfixe, alors cet ordre est aussi utilisé dans le registre familier du Français.[pas clair]